# Tottenham Hotspur Football Club Women 2021-2022
Questa voce raccoglie le informazioni riguardanti il Tottenham Hotspur Football Club Women nelle competizioni ufficiali della stagione 2021-2022.

## Stagione
Il campionato di FA Women's Super League, il terzo consecutivo del Tottenham Hotspur in massima serie, è stato concluso al quinto posto con 32 punti conquistati in 22 giornate, frutto di 9 vittorie, 5 pareggi e 8 sconfitte, ottenendo il miglior posizionamento della propria storia. Sia la prima che l'ultima partita di campionato sono state giocate al Tottenham Hotspur Stadium, solitamente utilizzato dalla controparte maschile, vincendo entrambe le partite per 1-0 e facendo registrare 4 681 e 3 994 spettatori, rispettivamente.
In FA Women's Cup la squadra è stata eliminata subito al quarto turno, dopo la sconfitta contro il Leicester City dopo i tempi supplementari. In FA Women's League Cup la squadra ha superato la fase a gruppi come prima  classificata; dopo aver eliminato il Liverpool nei quarti di finale, è stata eliminata in semifinale dal Manchester City.

## Maglie e sponsor
Le tenute di gioco solo le stesse adottate dal Tottenham maschile.
| Casa | Trasferta | Terza divisa |

## Rosa
| N. |                          | Ruolo | Calciatrice            |
| -- | ------------------------ | ----- | ---------------------- |
| 1  | Finlandia (bandiera)     | P     | Tinja-Riikka Korpela   |
| 2  | Galles (bandiera)        | D     | Esther Morgan          |
| 3  | Canada (bandiera)        | D     | Shelina Zadorsky       |
| 4  | Galles (bandiera)        | C     | Josie Green (capitano) |
| 5  | Inghilterra (bandiera)   | D     | Molly Bartrip          |
| 6  | Inghilterra (bandiera)   | D     | Kerys Harrop           |
| 7  | Inghilterra (bandiera)   | A     | Jessica Naz            |
| 8  | Corea del Sud (bandiera) | C     | Cho So-hyun            |
| 9  | Cina (bandiera)          | C     | Tang Jiali             |
| 10 | Inghilterra (bandiera)   | A     | Rachel Williams        |
| 11 | Austria (bandiera)       | D     | Viktoria Schnaderbeck  |
| 12 | Nuova Zelanda (bandiera) | D     | Ria Percival           |
| 13 | Inghilterra (bandiera)   | D     | Asmita Ale             |

| N. |                        | Ruolo | Calciatrice       |
| -- | ---------------------- | ----- | ----------------- |
| 14 | Inghilterra (bandiera) | A     | Angela Addison    |
| 16 | Inghilterra (bandiera) | A     | Kit Graham        |
| 17 | Australia (bandiera)   | A     | Kyah Simon        |
| 18 | Inghilterra (bandiera) | A     | Chioma Ubogagu    |
| 21 | Francia (bandiera)     | C     | Maéva Clémaron    |
| 22 | Giamaica (bandiera)    | P     | Rebecca Spencer   |
| 23 | Inghilterra (bandiera) | A     | Rosella Ayane     |
| 24 | Finlandia (bandiera)   | C     | Eveliina Summanen |
| 29 | Inghilterra (bandiera) | D     | Ashleigh Neville  |
| 31 | Galles (bandiera)      | D     | Scarlett Williams |
| 44 | Inghilterra (bandiera) | A     | Isabella Lane     |
| 99 | Messico (bandiera)     | C     | Silvana Flores    |

## Calciomercato

### Sessione estiva
| Acquisti | Acquisti             | Acquisti          | Acquisti      |
| R.       | Nome                 | da                | Modalità      |
| -------- | -------------------- | ----------------- | ------------- |
| P        | Eleanor Heeps        | Liverpool         | [ 7 ]         |
| P        | Tinja-Riikka Korpela | Everton           | [ 8 ]         |
| D        | Asmita Ale           | Aston Villa       | [ 9 ]         |
| D        | Molly Bartrip        | Reading           | [ 10 ]        |
| D        | Lucía León           | Madrid CFF        | fine prestito |
| D        | Gracie Pearse        | Crystal Palace    | [ 11 ]        |
| C        | Cho So-hyun          | West Ham          | [ 12 ]        |
| C        | Maéva Clémaron       | Everton           | [ 13 ]        |
| C        | Silvana Flores       | Reading           |               |
| C        | Anna Filbey          | Celtic            | fine prestito |
| C        | Elisha Sulola        | Charlton Athletic | fine prestito |
| C        | Tang Jiali           | Shanghai Shengli  | prestito      |
| A        | Kyah Simon           | PSV               | [ 15 ]        |
| A        | Chioma Ubogagu       | Real Madrid       | [ 16 ]        |

| Cessioni | Cessioni        | Cessioni              | Cessioni      |
| R.       | Nome            | a                     | Modalità      |
| -------- | --------------- | --------------------- | ------------- |
| P        | Eleanor Heeps   | Blackburn Rovers      | prestito      |
| P        | Amy Martin      | MK Dons               | [ 17 ]        |
| P        | Aurora Mikalsen | Sandviken             | [ 18 ]        |
| D        | Hannah Godfrey  | Charlton Athletic     | [ 18 ]        |
| D        | Alanna Kennedy  | Manchester City       | [ 18 ]        |
| D        | Lucía León      | Betis                 | [ 18 ]        |
| D        | Abbie McManus   | Manchester United     | fine prestito |
| D        | Gracie Pearse   | Crystal Palace        | prestito      |
| D        | Siri Worm       | Eintracht Francoforte | [ 18 ]        |
| C        | Cho So-hyun     | West Ham              | fine prestito |
| C        | Anna Filbey     | Charlton Athletic     | [ 18 ]        |
| C        | Chloe Peplow    | Reading               | [ 18 ]        |
| C        | Elisha Sulola   | Charlton Athletic     | [ 18 ]        |
| A        | Gemma Davison   | Aston Villa           | [ 18 ]        |
| A        | Rianna Dean     | Liverpool             | [ 18 ]        |
| A        | Lucy Quinn      | Birmingham City       | [ 18 ]        |

### Sessione invernale
| Acquisti | Acquisti              | Acquisti          | Acquisti |
| R.       | Nome                  | da                | Modalità |
| -------- | --------------------- | ----------------- | -------- |
| D        | Viktoria Schnaderbeck | Arsenal           | prestito |
| C        | Eveliina Summanen     | Kristianstads DFF | [ 20 ]   |

| Cessioni | Cessioni       | Cessioni       | Cessioni                          |
| R.       | Nome           | a              | Modalità                          |
| -------- | -------------- | -------------- | --------------------------------- |
| D        | Esther Morgan  | Leicester City | prestito                          |
| C        | Silvana Flores | Ipswich Town   | prestito con doppia registrazione |

## Risultati

### FA Women's Super League

#### Girone di andata
| Arbitro: | Benn |

|            |           |  |
| Graham 40’ | Marcatori |  |

| Arbitro: | Byrne |

|         |           |                                     |
| Hemp 6’ | Marcatori | 61’ R. Williams 86’ (aut.) Benameur |

| Arbitro: | Fearns |

|         |           |  |
| Naz 85’ | Marcatori |  |

| Arbitro: | Byrne |

|  |           |                             |
|  | Marcatori | 38’ R. Williams 88’ Addison |

| Arbitro: | Dowle |

|                         |           |            |
| Lee 37’ V. Williams 86’ | Marcatori | 88’ Graham |

| Arbitro: | Heaslip |

|                |           |             |
| Percival 90+5’ | Marcatori | 45+2’ Russo |

| Arbitro: | Fearn |

|                 |           |               |
| R. Williams 65’ | Marcatori | 90+2’ Miedema |

| Arbitro: | Benn |

|                    |           |  |
| Brynjarsdóttir 69’ | Marcatori |  |

| Arbitro: | Dowle |

|           |           |                                  |
| Allen 19’ | Marcatori | 29’ (rig.) Simon 68’ R. Williams |

| Arbitro: | Simms |

|         |           |  |
| Naz 51’ | Marcatori |  |

| Arbitro: | Packman |

|                        |           |            |
| England 19’ Kerr 45+1’ | Marcatori | 44’ Harrop |

#### Girone di ritorno
| Arbitro: | Fearn |

|                  |           |                 |
| Ayane 54’ (rig.) | Marcatori | 90+2’ Longhurst |

| Arbitro: | May |

|                                  |           |  |
| Bøe Risa 38’ Ladd 42’ Galton 62’ | Marcatori |  |

| Arbitro: | Impey |

|                                         |           |  |
| Simon 12’, 63’ Neville 57’ Zadorsky 62’ | Marcatori |  |

| Arbitro: | Heaslip |

|  |           |                          |
|  | Marcatori | 66’ Neville 85’ Percival |

| Reading 6 marzo 2022, ore 14:00 UTC+0 16ª giornata | Reading | 0 – 0 referto | Tottenham | Madejski Stadium\| Arbitro: \| Impey \| |
| Arbitro:                                           | Impey   |               |           |                                         |

| Arbitro: | Heaslip |

|  |           |          |
|  | Marcatori | 64’ Weir |

| Arbitro: | Saunders |

|                        |           |  |
| Mead 4’ Foord 71’, 82’ | Marcatori |  |

| Arbitro: | Hallam |

|  |           |                  |
|  | Marcatori | 87’ Petzelberger |

| Arbitro: | Benn |

|                  |           |                                   |
| Ingle 15’ (aut.) | Marcatori | 27’ Reiten 71’ Kerr 90+5’ Fleming |

| Arbitro: | Impey |

|                           |           |                  |
| Turner 85’ Finnigan 90+1’ | Marcatori | 5’ Ale 85’ Green |

| Arbitro: | Dowle |

|             |           |  |
| Neville 49’ | Marcatori |  |

### FA Women's Cup
| Arbitro: | Whitton |

|             |           |                                        |
| Addison 61’ | Marcatori | 82’ O'Brien 91’ Howard 120+2’ de Graaf |

### FA Women's League Cup

#### Fase a gruppi
| Arbitro: | Fearn |

|          |           |  |
| Tang 51’ | Marcatori |  |

| Kings Langley 17 novembre 2021, ore 19:30 UTC+0 Gruppo C - 2ª giornata                                                        | Watford   | 0 – 11 referto                                                                              | Tottenham | Gaywood Park |
| \| \| \| \| \| \| Marcatori \| 38’ Ale 42’ Morgan 45’, 45+2’, 78’ Addison 47’, 60’, 71’ Ayane 54’ Ubogagu 85’ Cho 89’ Lane \| |           |                                                                                             |           |              |
| |           |                                                                                             |           |              |
| | Marcatori | 38’ Ale 42’ Morgan 45’, 45+2’, 78’ Addison 47’, 60’, 71’ Ayane 54’ Ubogagu 85’ Cho 89’ Lane |           |              |

| Coventry 15 dicembre 2021, ore 19:45 UTC+0 Gruppo C - 3ª giornata                             | Coventry Utd | 2 – 3 referto                       | Tottenham | Butts Park Arena |
| \| \| \| \| \| Toussaint 49’ Hardy 77’ \| Marcatori \| 10’ Morgan 30’ Addison 89’ Williams \| |              |                                     |           |                  |
|                                                                                               |              |                                     |           |                  |
| Toussaint 49’ Hardy 77’                                                                       | Marcatori    | 10’ Morgan 30’ Addison 89’ Williams |           |                  |

#### Fase a eliminazione diretta
| Arbitro: | Massey-Ellis |

|                 |           |  |
| R. Williams 71’ | Marcatori |  |

| Arbitro: | Mather |

|                            |           |  |
| Park 21’ Shaw 27’ Hemp 70’ | Marcatori |  |

## Statistiche

### Statistiche di squadra
| Competizione            | Punti | In casa | In casa | In casa | In casa | In casa | In casa | In trasferta | In trasferta | In trasferta | In trasferta | In trasferta | In trasferta | Totale | Totale | Totale | Totale | Totale | Totale | DR  |
| Competizione            | Punti | G       | V       | N       | P       | Gf      | Gs      | G            | V            | N            | P            | Gf           | Gs           | G      | V      | N      | P      | Gf     | Gs     | DR  |
| ----------------------- | ----- | ------- | ------- | ------- | ------- | ------- | ------- | ------------ | ------------ | ------------ | ------------ | ------------ | ------------ | ------ | ------ | ------ | ------ | ------ | ------ | --- |
| FA Women's Super League | 32    | 11      | 5       | 3       | 3       | 12      | 8       | 11           | 4            | 2            | 5            | 12           | 15           | 22     | 9      | 5      | 8      | 24     | 23     | +1  |
| FA Women's Cup          | -     | 1       | 0       | 0       | 1       | 1       | 3       | 0            | 0            | 0            | 0            | 0            | 0            | 1      | 0      | 0      | 1      | 1      | 3      | -2  |
| FA Women's League Cup   | -     | 2       | 2       | 0       | 0       | 2       | 0       | 3            | 2            | 0            | 1            | 14           | 5            | 5      | 4      | 0      | 1      | 16     | 5      | +11 |
| Totale                  | -     | 14      | 7       | 3       | 4       | 15      | 11      | 14           | 6            | 2            | 6            | 26           | 20           | 28     | 13     | 5      | 10     | 41     | 31     | +10 |

### Andamento in campionato
| Giornata  | 1 | 2 | 3 | 4 | 5 | 6 | 7 | 8 | 9 | 10 | 11 | 12 | 13 | 14 | 15 | 16 | 17 | 18 | 19 | 20 | 21 | 22 |
| --------- | - | - | - | - | - | - | - | - | - | -- | -- | -- | -- | -- | -- | -- | -- | -- | -- | -- | -- | -- |
| Luogo     | C | T | C | T | T | C | C | T | T | C  | T  | C  | T  | C  | T  | T  | C  | T  | C  | C  | T  | C  |
| Risultato | V | V | V | V | P | N | N | P | V | V  | P  | N  | P  | V  | V  | N  | P  | P  | P  | P  | N  | V  |
| Posizione | 6 | 4 | 2 | 2 | 3 | 3 | 4 | 4 | 3 | 3  | 4  | 4  | 4  | 4  | 3  | 4  | 4  | 5  | 5  | 5  | 5  | 5  |

Legenda:

Luogo: C = Casa; T = Trasferta. Risultato: V = Vittoria; N = Pareggio; P = Sconfitta.

### Statistiche delle giocatrici
| Giocatore       | FA Women's Super League | FA Women's Super League | FA Women's Super League | FA Women's Super League | FA Women's Cup | FA Women's Cup | FA Women's Cup | FA Women's Cup | FA Women's League Cup | FA Women's League Cup | FA Women's League Cup | FA Women's League Cup | Totale   | Totale | Totale      | Totale     |
| Giocatore       | Presenze                | Reti                    | Ammonizioni             | Espulsioni              | Presenze       | Reti           | Ammonizioni    | Espulsioni     | Presenze              | Reti                  | Ammonizioni           | Espulsioni            | Presenze | Reti   | Ammonizioni | Espulsioni |
| --------------- | ----------------------- | ----------------------- | ----------------------- | ----------------------- | -------------- | -------------- | -------------- | -------------- | --------------------- | --------------------- | --------------------- | --------------------- | -------- | ------ | ----------- | ---------- |
| A. Addison      | 19                      | 1                       | 0                       | 0                       | 1              | 1              | 0              | 0              | 5                     | 4                     | 0                     | 0                     | 25       | 6      | 0           | 0          |
| A. Ale          | 13                      | 1                       | 3                       | 0                       | 1              | 0              | 0              | 0              | 5                     | 1                     | 1                     | 0                     | 19       | 2      | 4           | 0          |
| R. Ayane        | 17                      | 1                       | 3                       | 0                       | 1              | 0              | 0              | 0              | 5                     | 3                     | 0                     | 0                     | 23       | 4      | 3           | 0          |
| M. Bartrip      | 22                      | 0                       | 2                       | 0                       | 1              | 0              | 0              | 0              | 4                     | 0                     | 0                     | 0                     | 27       | 0      | 2           | 0          |
| S-H. Cho        | 12                      | 0                       | 0                       | 0                       | -              | -              | -              | -              | 2                     | 1                     | 0                     | 0                     | 14       | 1      | 0           | 0          |
| M. Clémaron     | 21                      | 0                       | 7                       | 0                       | 1              | 0              | 0              | 0              | 4                     | 0                     | 1                     | 0                     | 26       | 0      | 8           | 0          |
| S. Flores       | 0                       | 0                       | 0                       | 0                       | -              | -              | -              | -              | -                     | -                     | -                     | -                     | 0        | 0      | 0           | 0          |
| K. Graham       | 8                       | 2                       | 1                       | 0                       | -              | -              | -              | -              | 2                     | 0                     | 0                     | 0                     | 10       | 2      | 1           | 0          |
| J. Green        | 11                      | 1                       | 1                       | 0                       | -              | -              | -              | -              | 4                     | 0                     | 1                     | 0                     | 15       | 1      | 2           | 0          |
| K. Harrop       | 19                      | 1                       | 1                       | 0                       | 1              | 0              | 0              | 0              | 5                     | 0                     | 0                     | 0                     | 25       | 1      | 1           | 0          |
| T-R. Korpela    | 11                      | -15                     | 0                       | 0                       | 0              | 0              | 0              | 0              | 3                     | 0                     | 0                     | 0                     | 14       | -15    | 0           | 0          |
| I. Lane         | 2                       | 0                       | 0                       | 0                       | -              | -              | -              | -              | 3                     | 1                     | 0                     | 0                     | 5        | 1      | 0           | 0          |
| E. Morgan       | 0                       | 0                       | 0                       | 0                       | -              | -              | -              | -              | 4                     | 2                     | 0                     | 0                     | 4        | 2      | 0           | 0          |
| J. Naz          | 16                      | 2                       | 1                       | 0                       | 1              | 0              | 0              | 0              | 4                     | 0                     | 0                     | 0                     | 21       | 2      | 1           | 0          |
| A. Neville      | 21                      | 3                       | 5                       | 0                       | 1              | 0              | 0              | 0              | 3                     | 0                     | 0                     | 0                     | 25       | 3      | 5           | 0          |
| R. Percival     | 17                      | 2                       | 4                       | 0                       | 1              | 0              | 0              | 0              | 2                     | 0                     | 0                     | 0                     | 20       | 2      | 4           | 0          |
| V. Schnaderbeck | 4                       | 0                       | 0                       | 0                       | 1              | 0              | 0              | 0              | -                     | -                     | -                     | -                     | 5        | 0      | 0           | 0          |
| K. Simon        | 14                      | 3                       | 3                       | 0                       | -              | -              | -              | -              | 2                     | 0                     | 0                     | 0                     | 16       | 3      | 3           | 0          |
| R. Spencer      | 11                      | -8                      | 0                       | 0                       | 1              | -3             | 0              | 0              | 2                     | -5                    | 0                     | 0                     | 14       | -16    | 0           | 0          |
| E. Summanen     | 10                      | 0                       | 3                       | 0                       | 1              | 0              | 0              | 0              | 1                     | 0                     | 0                     | 0                     | 12       | 0      | 3           | 0          |
| J. Tang         | 10                      | 0                       | 0                       | 0                       | -              | -              | -              | -              | 2                     | 1                     | 0                     | 0                     | 12       | 1      | 0           | 0          |
| C. Ubogagu      | 10                      | 0                       | 1                       | 0                       | -              | -              | -              | -              | 3                     | 1                     | 0                     | 0                     | 13       | 1      | 1           | 0          |
| R. Williams     | 22                      | 4                       | 5                       | 1                       | 1              | 0              | 0              | 0              | 3                     | 2                     | 0                     | 0                     | 26       | 6      | 5           | 1          |
| S. Williams     | -                       | -                       | -                       | -                       | -              | -              | -              | -              | 1                     | 0                     | 0                     | 0                     | 1        | 0      | 0           | 0          |
| S. Zadorsky     | 21                      | 1                       | 2                       | 0                       | 1              | 0              | 0              | 0              | 5                     | 0                     | 1                     | 0                     | 27       | 1      | 3           | 0          |